# 그랜드 서클

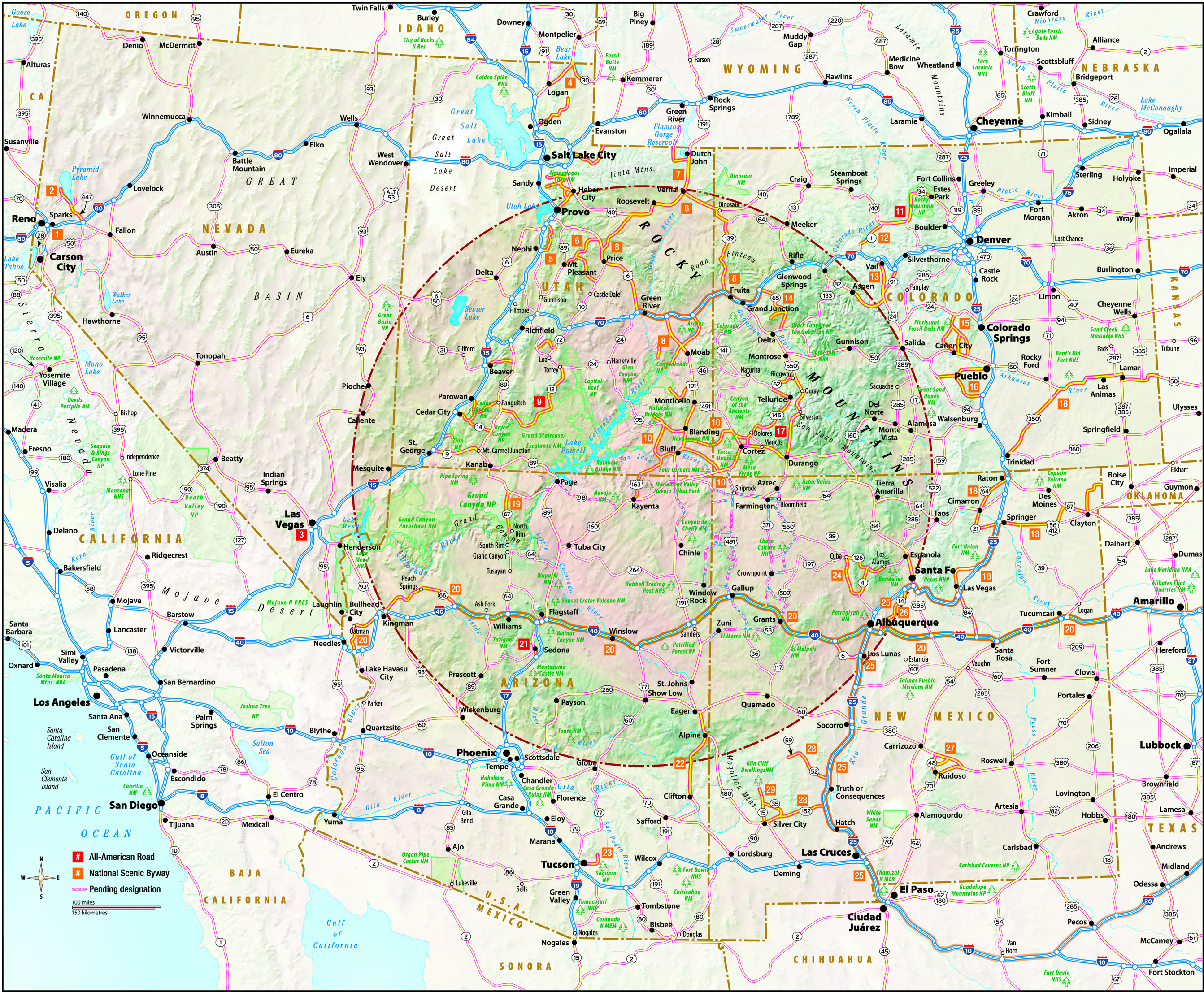
그랜드 서클의 지도

그랜드 서클은 미국 서부 애리조나주, 네바다주, 뉴멕시코주, 콜로라도주, 유타주에 있는 자이언 국립공원, 브라이스 캐니언 국립공원, 캐피틀리프 국립공원, 아치스 국립공원, 캐니언랜즈 국립공원, 메사버드 국립공원, 그랜드 캐니언, 화석숲 국립공원(Petrified Forest National Park)을 일컫는다. 관광 촉진을 위해 비영리단체인 그랜드 서클 협회가 1983년에 조직됐다.